# Liste der Vizegouverneure von Texas

Siegel der Vizegouverneure von Texas

Das Amt des Vizegouverneurs (Lieutenant Governor) im US-Bundesstaat Texas wurde nach dem Beitritt des Staates zur Union im Jahr 1845 geschaffen. Der jeweilige Amtsinhaber ist erster Nachfolger des Gouverneurs, falls dieser zurücktritt, verstirbt oder seines Postens enthoben wird. Der langjährige Gouverneur Rick Perry war Vizegouverneur unter George W. Bush, als dieser im Jahr 2001 Präsident der Vereinigten Staaten wurde, und übernahm dessen Amt.
Ferner steht der Vizegouverneur dem Staatssenat als Präsident vor. Gouverneur und Vizegouverneur werden nicht gemeinsam gewählt, weshalb es durchaus möglich ist, dass beide Amtsinhaber unterschiedlichen Parteien angehören. Tritt im Amt des Vizegouverneurs eine Vakanz ein, wählt der Senat einen neuen Präsidenten, der dann ex officio als Vizegouverneur fungiert.
| Name                           | Amtszeit  | Partei       |
| ------------------------------ | --------- | ------------ |
| Albert Clinton Horton          | 1846–1847 | Demokrat     |
| John Alexander Greer           | 1847–1851 | Demokrat     |
| James Wilson Henderson         | 1851–1853 | Demokrat     |
| David Catchings Dickson        | 1853–1855 | Demokrat     |
| Hardin Richard Runnels         | 1855–1857 | Demokrat     |
| Francis Richard Lubbock        | 1857–1859 | Demokrat     |
| Edward Clark                   | 1859–1861 | Demokrat     |
| John McClannahan Crockett      | 1861–1863 | Demokrat     |
| Fletcher Summerfield Stockdale | 1863–1865 | Demokrat     |
| George Washington Jones        | 1866–1867 | Demokrat     |
| James Winright Flanagan        | 1869–1870 | Republikaner |
| Donald Campbell                | 1870–1871 | Republikaner |
| David Webster Flanagan         | 1871      | Republikaner |
| Albert Jennings Fountain       | 1871–1873 | Republikaner |
| Edward Bradford Pickett        | 1873–1874 | Demokrat     |
| Richard Bennett Hubbard        | 1874–1876 | Demokrat     |
| Joseph Draper Sayers           | 1879–1881 | Demokrat     |
| Leonidas Jefferson Storey      | 1881–1883 | Demokrat     |
| Francis Marion Martin          | 1883–1885 | Demokrat     |
| Barnett Gibbs                  | 1885–1887 | Demokrat     |
| Thomas Benton Wheeler          | 1887–1891 | Demokrat     |
| George Cassety Pendleton       | 1891–1893 | Demokrat     |
| Martin McNulty Crane           | 1893–1895 | Demokrat     |
| George Taylor Jester           | 1895–1899 | Demokrat     |
| James Nathan Browning          | 1899–1903 | Demokrat     |
| George D. Neal                 | 1903–1907 | Demokrat     |
| Asbury Bascom Davidson         | 1907–1913 | Demokrat     |
| William Harding Mayes          | 1913–1915 | Demokrat     |
| William Pettus Hobby           | 1915–1917 | Demokrat     |
| Willard Arnold Johnson         | 1919–1921 | Demokrat     |
| Lynch Davidson                 | 1921–1923 | Demokrat     |
| Thomas Whitfield Davidson      | 1923–1925 | Demokrat     |
| Barry Miller                   | 1925–1931 | Demokrat     |
| Edgar E. Witt                  | 1931–1935 | Demokrat     |
| Walter Frank Woodul            | 1935–1939 | Demokrat     |
| Coke Robert Stevenson          | 1939–1941 | Demokrat     |
| John Lee Smith                 | 1943–1947 | Demokrat     |
| Robert Allan Shivers           | 1947–1949 | Demokrat     |
| Ben Ramsey                     | 1951–1963 | Demokrat     |
| Preston Earnest Smith          | 1963–1969 | Demokrat     |
| Benny Frank Barnes             | 1969–1973 | Demokrat     |
| William Pettus Hobby Jr.       | 1973–1991 | Demokrat     |
| Robert Douglas Bullock         | 1991–1999 | Demokrat     |
| James Richard Perry            | 1999–2000 | Republikaner |
| William Roark Ratliff          | 2000–2003 | Republikaner |
| David Henry Dewhurst           | 2003–2015 | Republikaner |
| Dan Goeb Patrick               | seit 2015 | Republikaner |